# Dmitri Wassiljewitsch Gorjainow
Dmitri Wassiljewitsch Gorjainow (russisch Дмитрий Васильевич Горяинов, engl. Transkription Dmitriy Goryainov; * 30. Juni 1914; † 1991) war ein sowjetischer Kugelstoßer.
Bei den Leichtathletik-Europameisterschaften 1946 in Oslo gewann er Silber mit 15,25 m. Seine persönliche Bestleistung von 15,82 m stellte er 1952 auf.